# 国際連合安全保安局

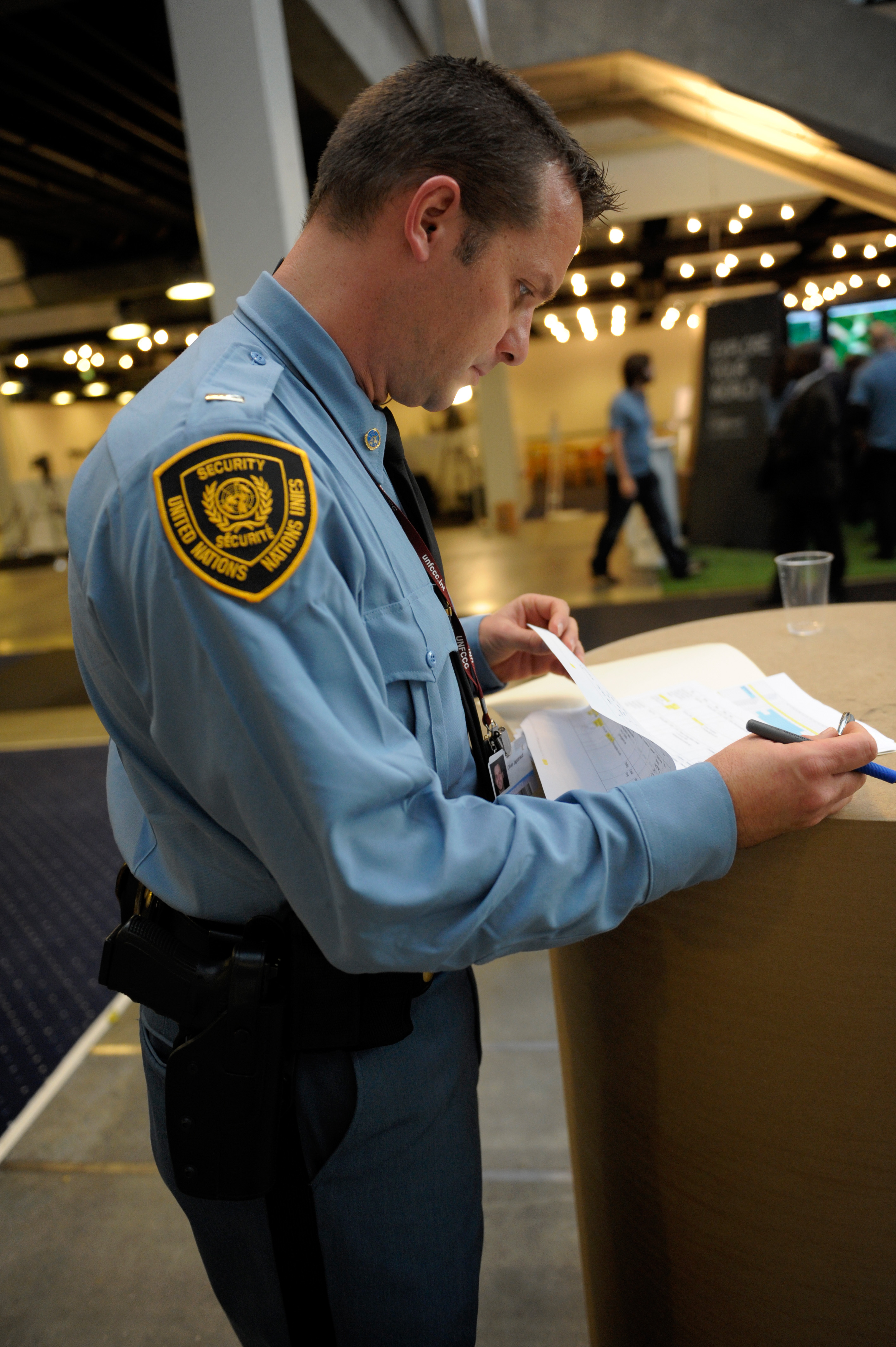
2009年デンマーク、コペンハーゲンにて職務中の隊員。

国際連合安全保安局（こくさいれんごうあんぜんほあんきょく、英: United Nations Department of safety and Security　通称、国連警備隊）は、国連
の部局。略称はDSS。
国連のために安全管理システムを統括し、運営上の支援を行い、かつ監視する。それによって国連のスタッフやその家族のために最大の安全を確保するとともに、世界を通じ国連の計画や活動が安全かつ効率的に実施できるようにする。世界各地で働く国連スタッフやコンサルタントの安全に責任を有する国連安全保安局（DSS)は、安全管理システムを統合、強化する目的で、2005年に国連総会によって設置された。

## 任務
多様な知識、技能、経験を必要とするUNDSSの任務では大きく分けて3つの任務に分類することが出来る。
保安任務 (Security Operations)
保安任務でも多様な技能、知識、経験を求められる。例えば政務官（Policy Officers)さらに分析官(Analysts)、国連航空機におけるリスク管理(Aviation Risk Management)、各種訓練や火災防止活動及び消火活動(Training, and Fire Safety)など。
警備専門任務(Specialist Security Operations Support)
警備専門任務では主要警備や警備機能関連が主な任務。セキュリティ管理(Security Management)や安全情報報告、助言活動(Advisory Services)、制服警備(Uniformed Security)、要人警護(Close protection)が含まれる。
活動支援(Executive Support)
活動支援は各国連機関全体に存在する役割、例えば予算、財政、人事部運営、物資管理などの後方支援、情報伝達、輸送路の確保などである。